# ユジン
ユジン（유진、1981年3月3日 - ）は、韓国・ソウル特別市出身の女優、歌手。本名はキム・ユジン（金楢真、김유진）。1997年11月に結成された3人組女性アイドルグループ『S.E.S.』の元メンバー（SMエンタテインメントとの専属契約が切れた2002年末にグループ解散）。
韓国で育ち、小学校５年生の頃、両親に沿って米国グアムに移民した。以後1997年春H.O.T.がグアムに来たときに通訳の仕事をしたことをきっかけにSM会社の関係者にキャスティングされた。後でテレビでユジンが語ったところによると当時数日間SMキャスティングディレクターに一度、以後社長の李秀満に別に一度2回キャスティングを受けたという。彼女の存在感が確認できる部分だ。
本貫は光山金氏。身長160cm、体重47kg、血液型A型。2011年7月に俳優のキ・テヨンと結婚。大ヒットドラマ『製パン王キム・タック』（2010年、KBS）や『百年の遺産』（2013年、MBC）などで知られており、数多くのドラマ・映画に出演している。高麗大学校卒。
結成20周年を翌年に控えた2016年末にS.E.Sを再結成し、短期間活動を行った。

## 出演作品

### テレビドラマ
- 私の心を奪って（1998年、SBS） - ユジン役
- Loving you（2002年、KBS） - チン・ダレ役
- ラストダンスは私と一緒に（2004年-2005年、SBS） - チ・ウンス役
- ワンダフルライフ（2005年、MBC） - チョン・セジン役
- めっちゃ大好き！（2006年、MBC） - ヨ・ボンスン役
- パパ3人、ママ1人（2008年、KBS） - ソン・ナヨン役
- 恋人づくり（2009年-2010年、MBC） - ハン・サンウン役
- 製パン王キム・タック（2010年、KBS） - シン・ユギョン役
- ウララ・カップル（2012年、KBS） - ミニョン役
- 百年の遺産（2013年、MBC） - ミン・チェウォン役
- 私たち、恋してる（2014年、JTBC） - ユン・ジョンワン役
- お願い、ママ（2015年、KBS） - イ・ジネ役
- ペントハウス（2020年-2021年、SBS） - オ・ユニ役
- ペントハウス2（2021年、SBS） - オ・ユニ役
- ペントハウス3（2021年、SBS） - オ・ユニ役